# 大手町線
大手町線（日语：／ Ōtemachi sen */?），是一條由伊予鐵道營運的鐵道路線，連接愛媛縣松山市的古町站至西堀端停留場，中途經過大手町站。此段路線以兩次橫越屬鐵路線的高濱線路軌，成為了日本獨有的電車路軌和鐵路路軌平面交差及共用供電電纜。

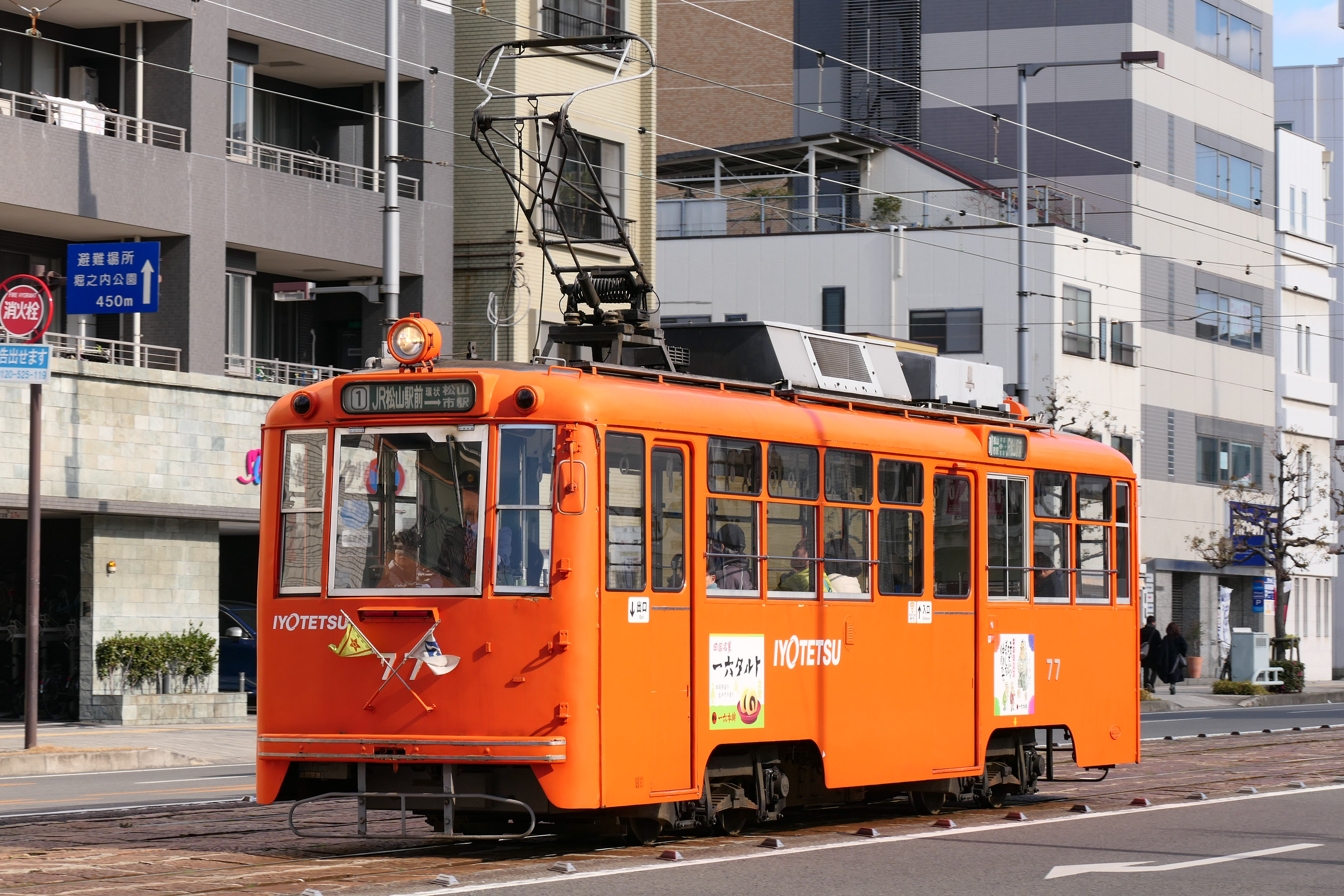
大手町站至JR松山站前停留場間的伊予鐵道Moha 50型電車 (2020年1月)

## 路線資料
- 路線距離（營業距離）：1.4公里
- 軌距：1067毫米
- 停留場數：5個（包括起終點站）
- 複線路段：古町－JR松山站前間單線；JR松山站前－西堀端間複線
- 電氣化路段：全線電氣化（直流600V）

## 運行系統
- 1 環狀線左迴：全區間（西堀端站→JR松山站前→古町站）
- 2 環狀線右迴：全區間（古町站→松山站前站→西堀端站）
- 5 JR線：JR松山市站前站～西堀端站

## 歷史
- 1927年4月3日：古町～國鐵站前（即現在JR松山站前）間開業。
- 1936年5月1日： 國鐵站前站～西堀端站間開業。古町站～國鐵站前站間因地方鐵道法與鐵道的軌道法軌道變更。
- 2015年3月1日：行經本線的電車加設英文到站提示廣播[1]。

## 停留場列表
範例
少爺列車以外停靠各停留場
：少爺列車可以上下車，｜：少爺列車通過
所有停留場都位於愛媛縣松山市
| 車站編號 | 中文停留場名 | 日文停留場名 | 英文停留場名 | 營業距離 | 系統  | 系統  | 系統  | 系統     | 接續路線                                |
| -------- | ------------ | ------------ | ------------ | -------- | ----- | ----- | ----- | -------- | --------------------------------------- |
| 07       | 古町         |              |              | 0.0      | 1號線 | 2號線 |       | 少爺列車 | 伊予鐵道：■高濱線、城北線               |
| 06       | 宮田町       |              |              | 0.4      | 1號線 | 2號線 |       | ｜       |                                         |
| 05       | JR松山站前   |              |              | 0.8      | 1號線 | 2號線 | 5號線 | 少爺列車 | 四國旅客鐵道：予讚線（松山）            |
| 04       | 大手町       |              |              | 1.1      | 1號線 | 2號線 | 5號線 | ｜       | 伊予鐵道：■高濱線（大手町：IY09）       |
| 03       | 西堀端       |              |              | 1.4      | 1號線 | 2號線 | 5號線 | ｜       | 伊予鐵道：城南線、本町線（本町一丁目 ） |